# Katsukawa Shunshō

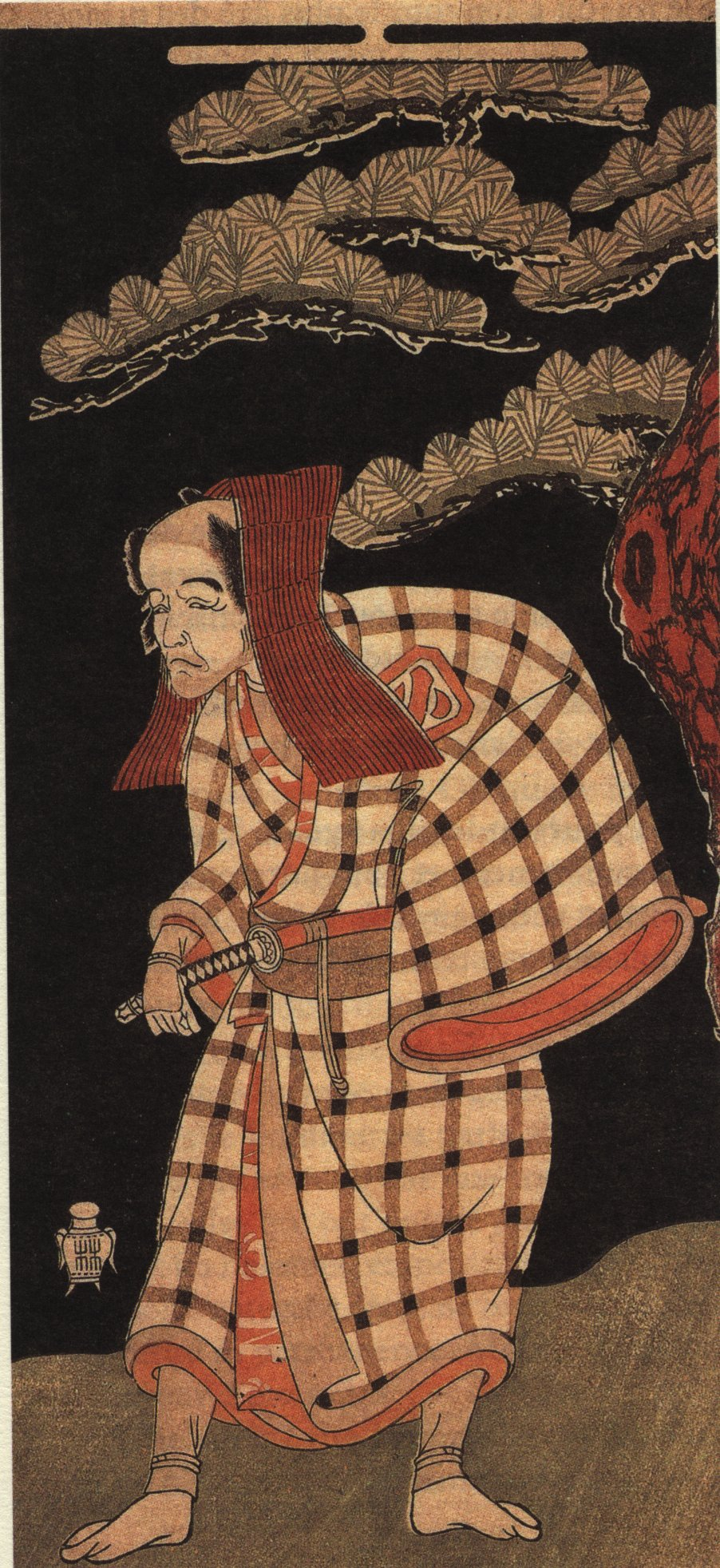
Un attore kabuki, di Katsukawa Shunshō

Katsukawa Shunshō (勝川 春章?; 1726 – 19 gennaio 1793) è stato un pittore e incisore giapponese.

## Biografia
Fu un esponente dello stile ukiyo-e e il principale artista della scuola Katsukawa. Shunshō studiò presso Miyagawa Shunsui, figlio e allievo di Miyagawa Chōshun, entrambi ugualmente famosi e talentuosi artisti ukiyo-e.  Shunshō è più noto per l'introduzione ad una nuova forma di yakusha-e, stampe raffiguranti attori kabuki. Tuttavia, i suoi dipinti bijin-ga (immagini di belle donne), pur essendo meno famosi, sono definiti da alcuni studiosi come «i migliori della seconda metà del [XVIII] secolo». A questo piccolo numero di stampe bijinga seguiranno figure femminili su larga scala sempre più sicure nel formato di stampa kakemono-e che preannunciano lo sviluppo del suo stile pittorico maturo.
Shunshō arrivò ad Edo per la prima volta per studiare gli haiku e la pittura. Divenne celebre per le sue raffigurazioni di attori, le sue prime opere risalgono all'incirca al 1760. Anche se originariamente fu un membro della scuola Torii, prestò si distaccò da questa e diede inizio ad un proprio stile, che in seguito sarebbe stato soprannominato "scuola Katsukawa". Tra i suoi studenti c'erano i famosi artisti ukiyo-e Shunchō, Shun'ei e Hokusai.
La maggior parte delle stampe di attori di Shunshō sono in hoso-e (33x15 centimetri) formato comune del periodo, ma creò anche un gran numero di opere in trittici o pentattici. La rappresentazione di ritratti di ampio formato raffiguranti teste e l'interno dei cameri degli attori è stato elemento significativo e abbastanza costante della sua produzione Fu anche uno dei primi pionieri delle sperimentazioni realistiche sugli attori; nei dipinti di Shunshō, a differenza delle opere della scuola Torii, è possibile per la prima volta distingue non solo il ruolo teatrale, ma anche l'attore che interpreta tale ruolo. Shunshō fece spesso anche uso del formato hashira-e, lungo e stretto.

## Nomi
Originariamente Katsumiyagawa Yūsuke, "Katsukawa Shunshō" è uno dei molti nomi d'arte adottati dall'artista durante la sua vita. Tra gli altri figurano Jūgasei, Ririn, Yūji, Kyokurōsei e Rokurokuan. Prima di firmare le sue opere con uno di questi pseudonimi, usava un timbro a forma di zucca che circondava il carattere mori (森?), che significa "foresta".